# 第76屆英國電影學院獎
第76屆英國電影學院獎（The 76th British Academy Film Awards）是英國電影和電視藝術學院以茲獎勵2022年電影的獎項，並由EE電信冠名贊助。第一輪投票截至2022年12月30日，於2023年1月6日公佈長名單。第二輪投票截至1月13日，於1月17日公佈新星獎入圍名單，1月19日由海莉·阿特维尔與托西布·吉莫公佈全獎項入圍名單。1月20日至2月14日進行最終輪投票，預計於2月19日舉行頒獎典禮。
自本屆起，典禮移師至南岸中心皇家節日音樂廳舉行，於晚間7點開始由BBC One與BBC iPlayer轉播，美國、加拿大、澳洲、南非、丹麥、瑞典、芬蘭、挪威等地則由BritBox線上轉播。典禮由理查·E·格蘭特主持、艾莉森·漢蒙負責採訪，薇多·霍普與阿里·普朗伯（Ali Plumb）則共同主持紅毯。
Netflix以21項提名位居首位，其發行的德語戰爭片《西線無戰事》獲得14項提名，與李安執導的《臥虎藏龍》並列英國電影學院獎史上，獲得最多提名數的非英語電影；同時亦是英國電影學院重新引入長名單以來，入選最多獎項（15項）的電影，該片最終贏得7項獎座。由探照燈影業發行的《伊尼舍林的女妖》以及由A24發行的《媽的多重宇宙》均以10項提名居次，《貓王艾維斯》則以9項提名位居第3；《伊尼舍林的女妖》與《貓王艾維斯》最終均斬獲4項獎座，《媽的多重宇宙》僅獲得1項獎座。A24憑藉《媽的多重宇宙》與《我的鯨魚老爸》共獲14項提名，探照燈影業憑藉《伊尼舍林的女妖》、《光影帝國》與《看你往哪跑》同樣獲得14項提名。

## 提名暨獲獎名單

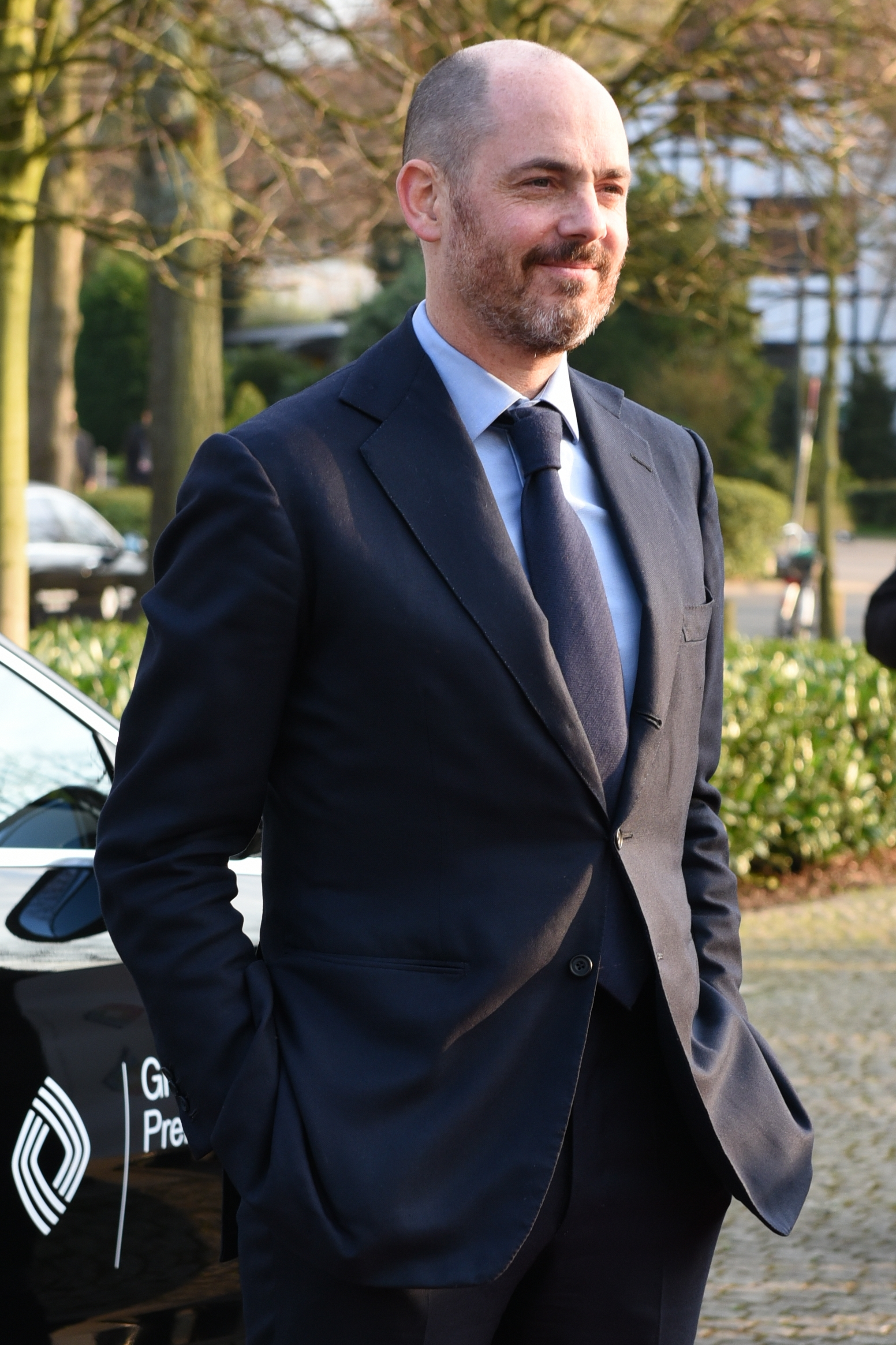
最佳非英語電影、導演、改編劇本得主：愛德華·伯格

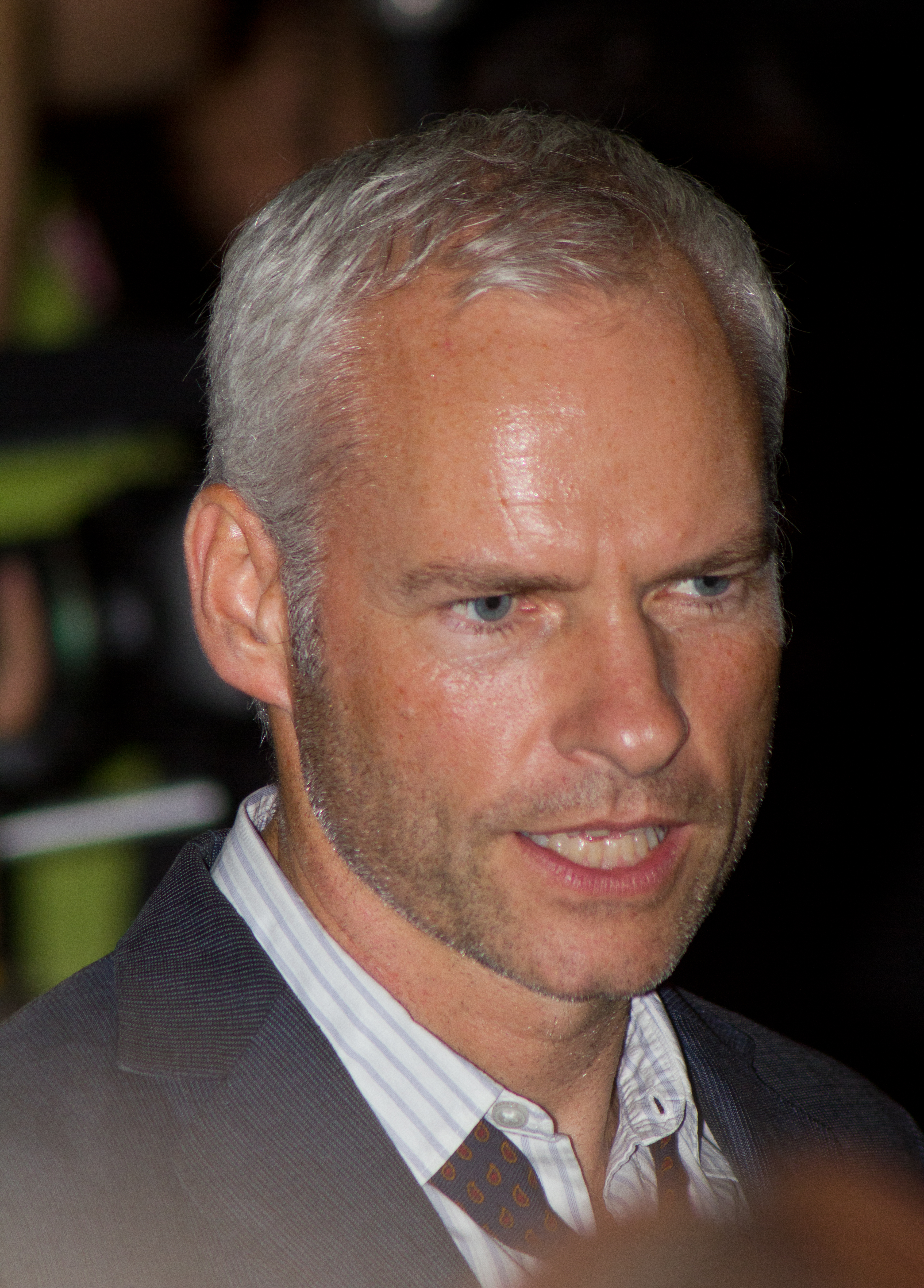
最佳英國電影、原創劇本得主：馬丁·麥多納

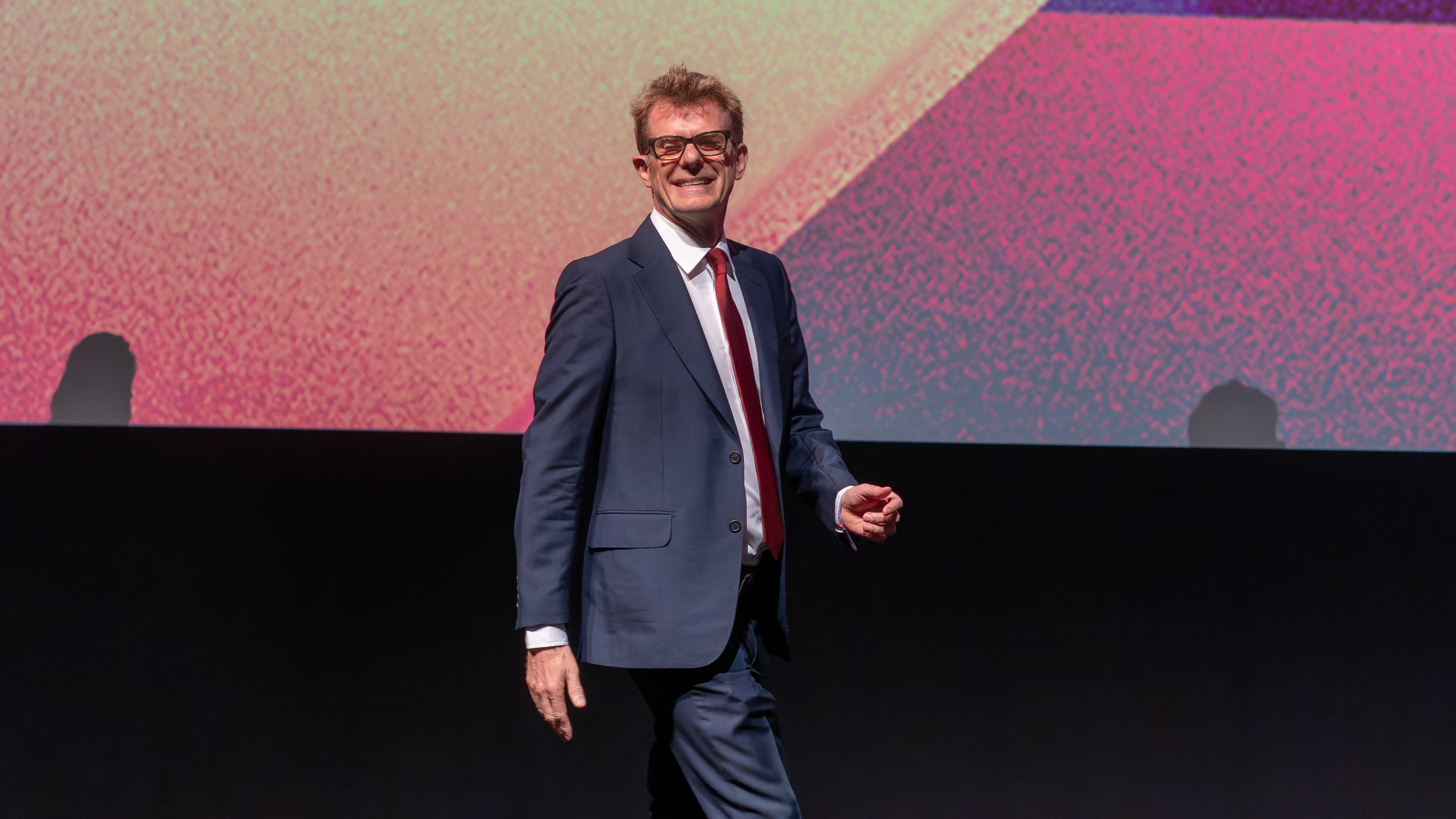
最佳英國電影得主：葛罕·布洛班特

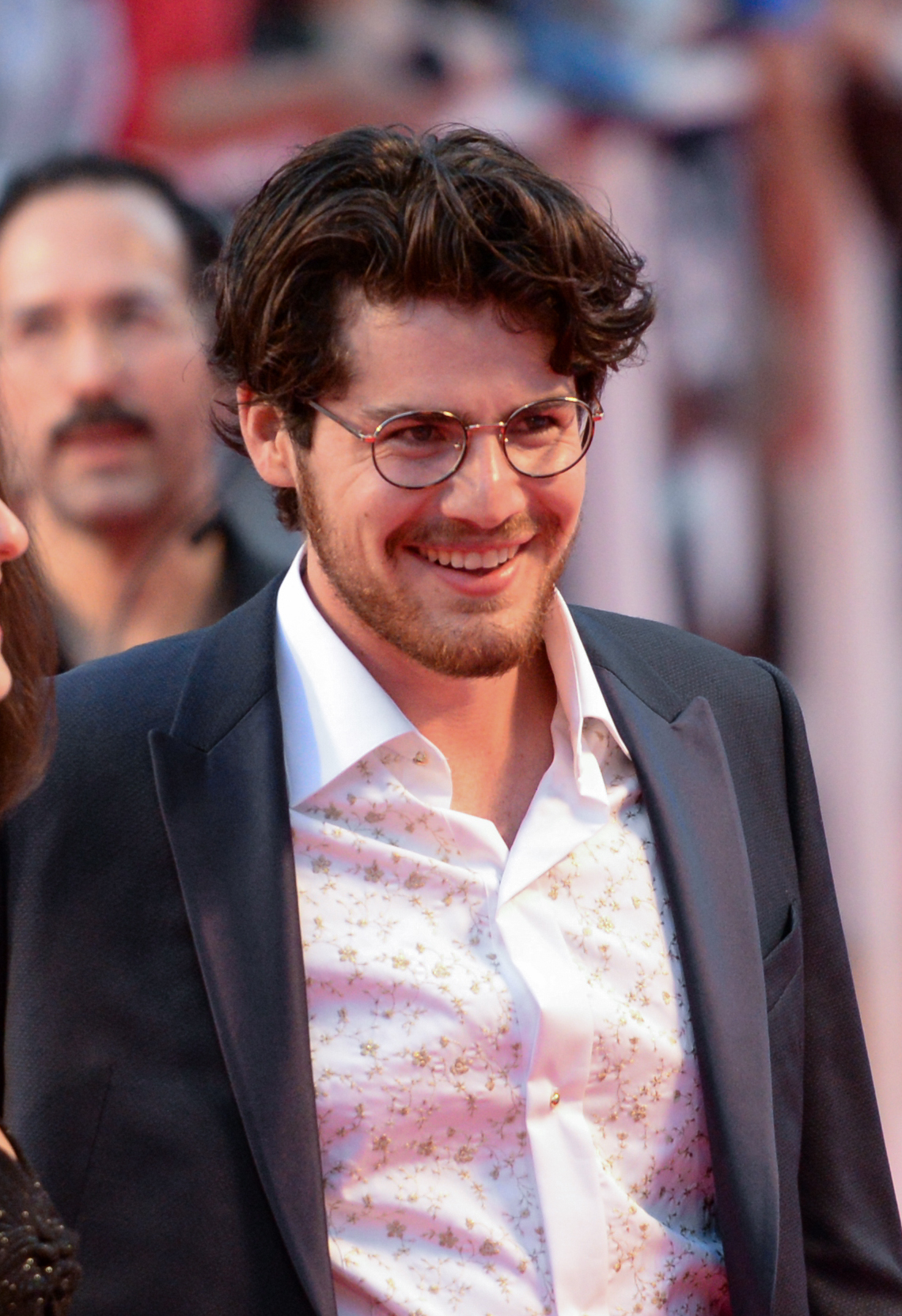
最佳紀錄片得主：丹尼爾·羅赫

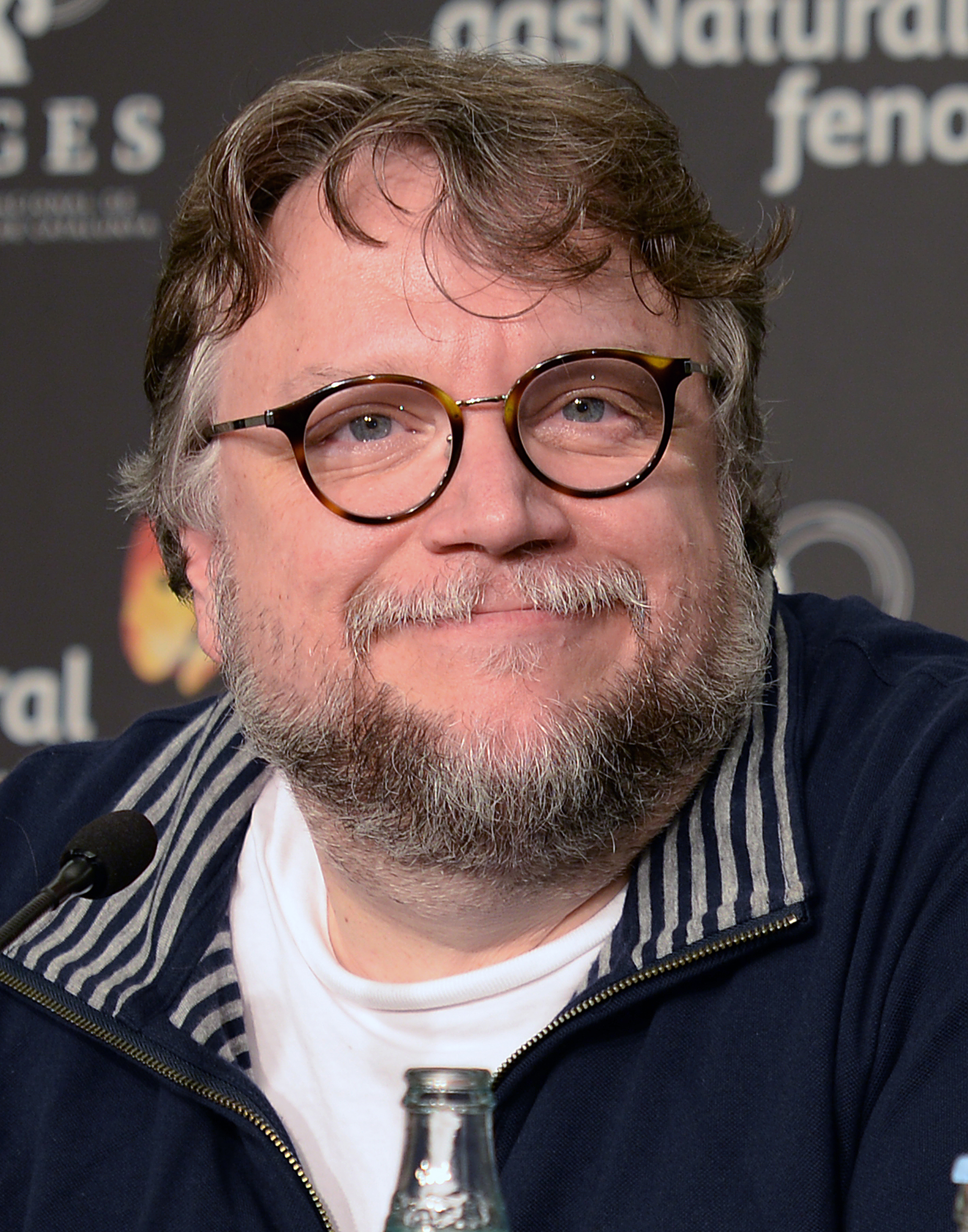
最佳動畫片得主：吉勒摩·戴托羅

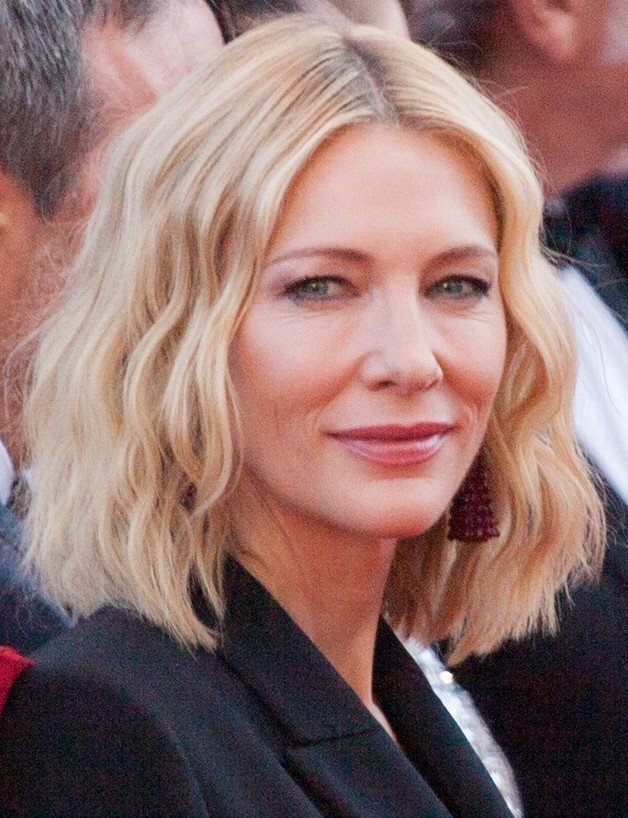
最佳女主角：凯特·布兰切特

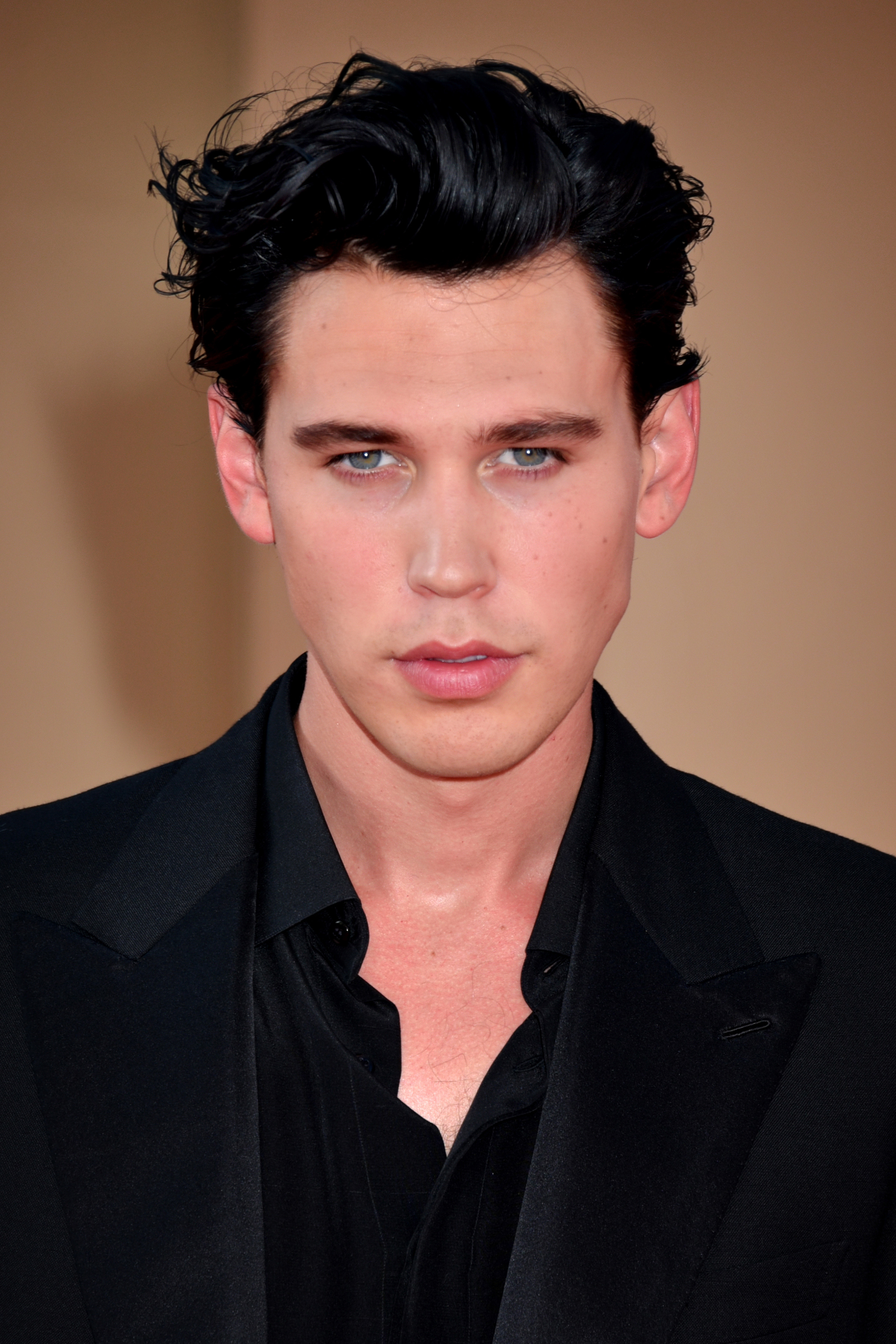
最佳男主角：奧斯汀·巴特勒

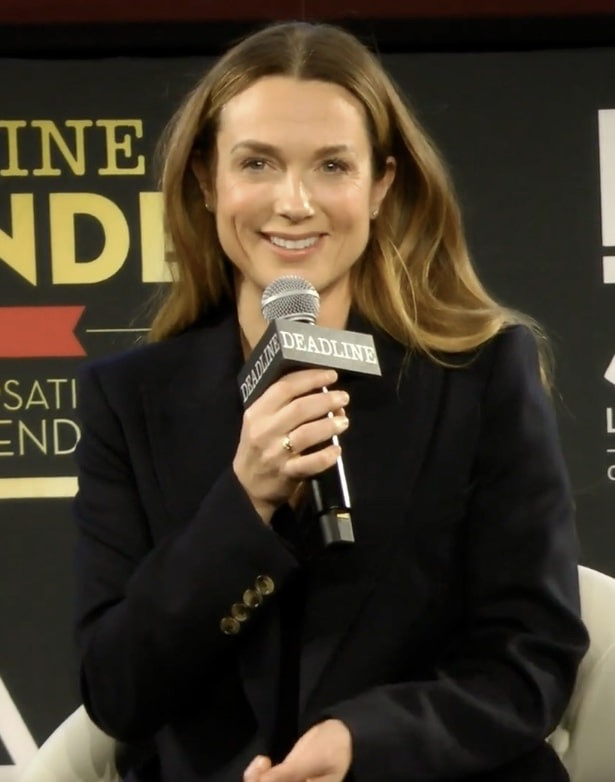
最佳女配角：凯瑞·康顿

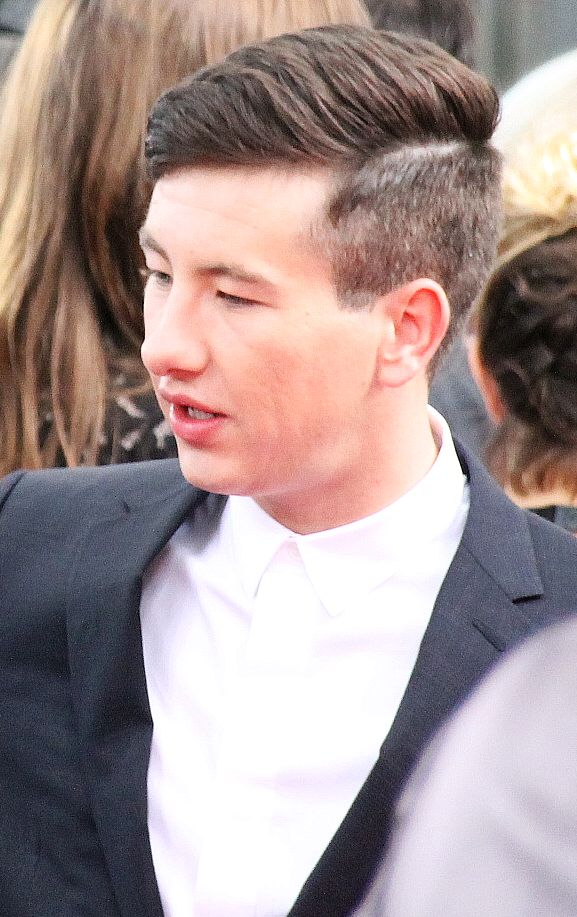
最佳男配角：貝瑞·柯根

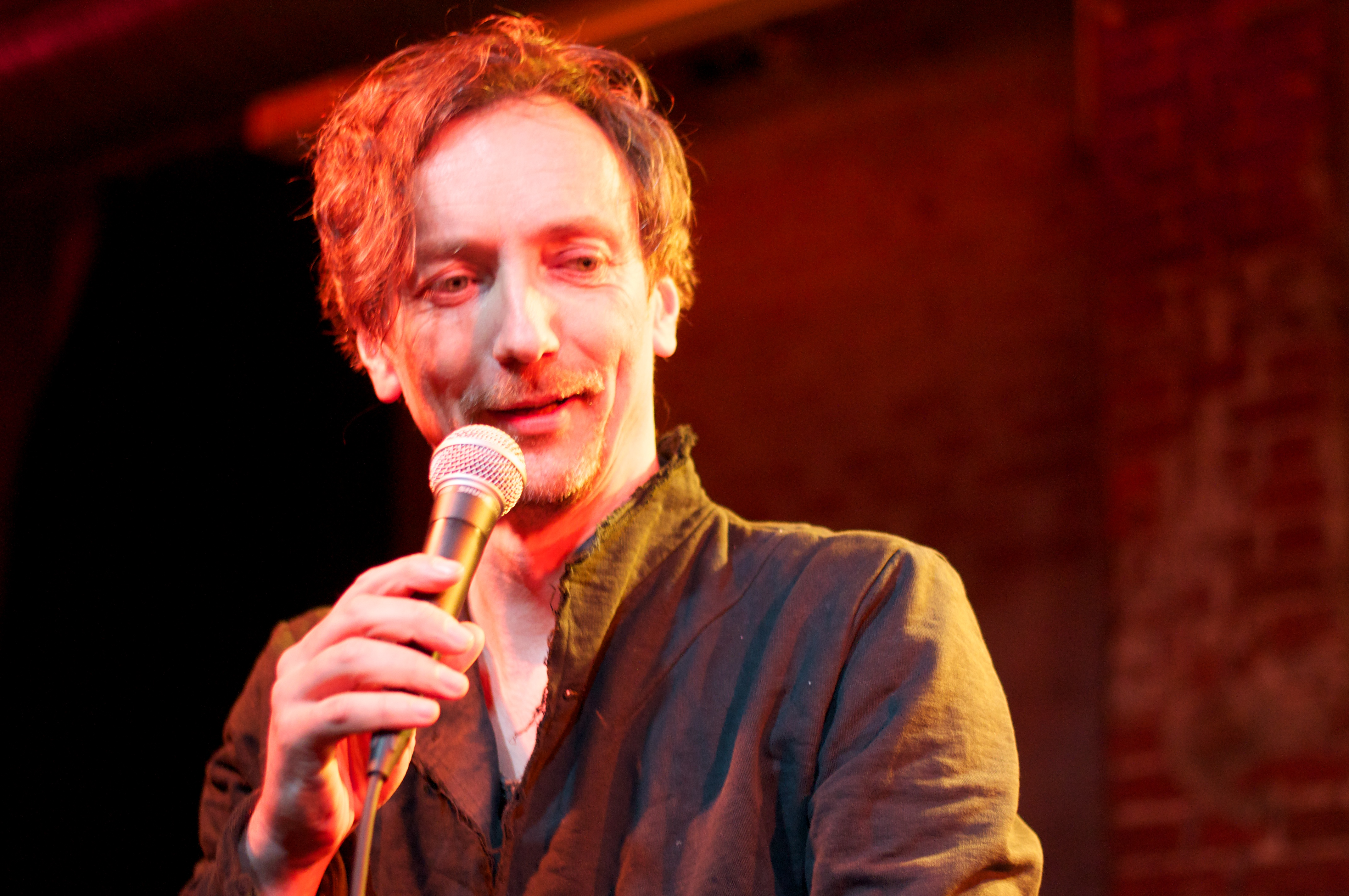
最佳原創配樂：赫胥卡

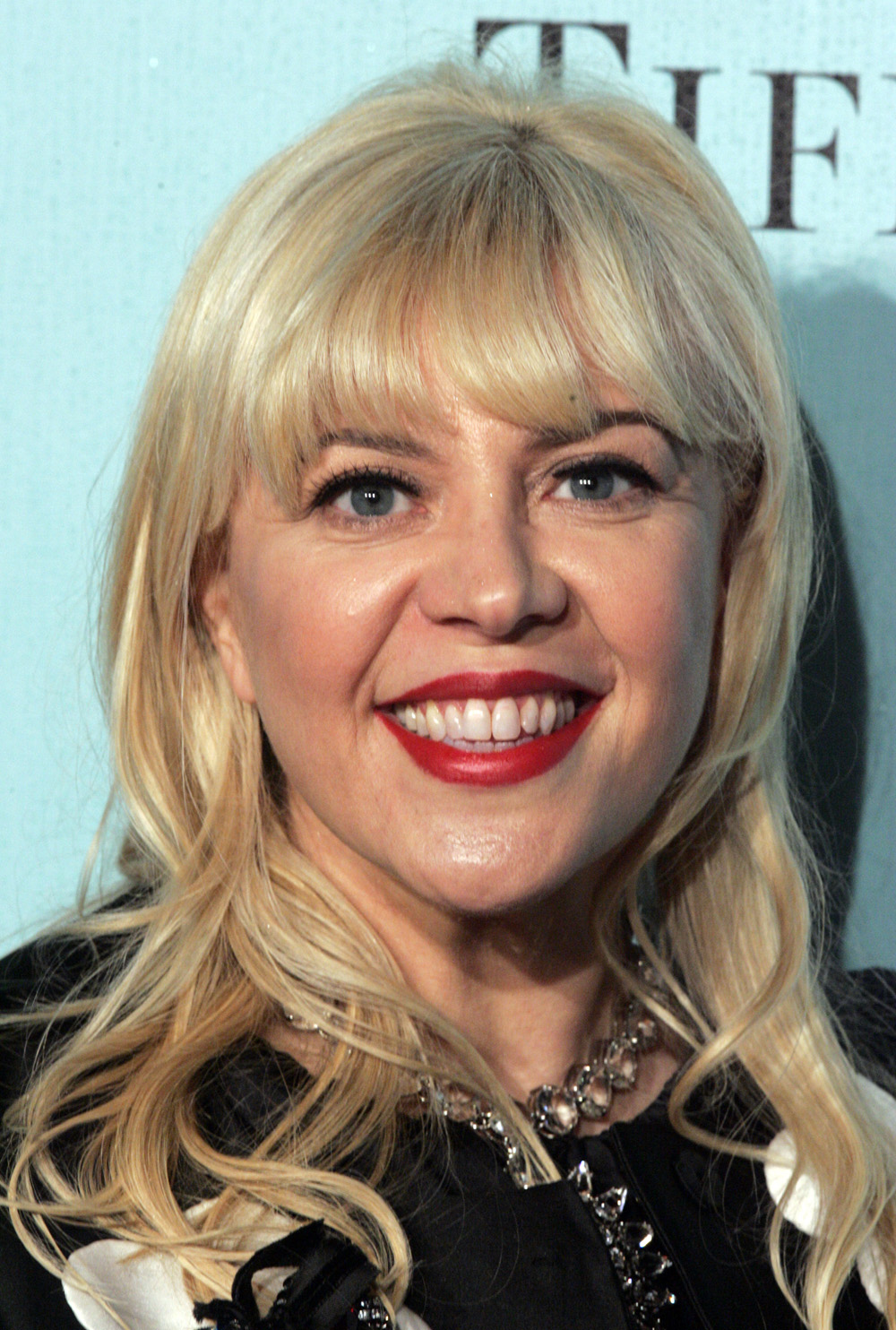
最佳服裝設計：凯瑟琳·马丁

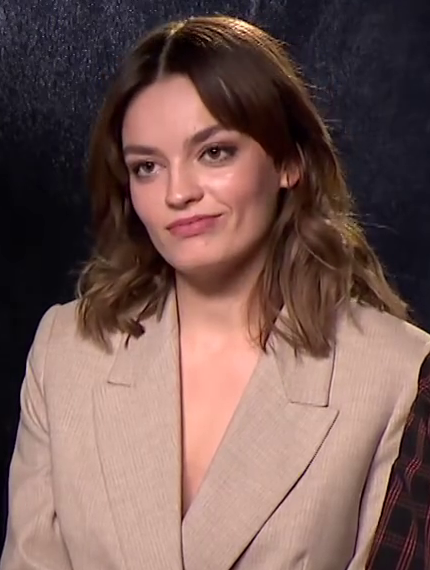
新星獎：艾瑪·麥基

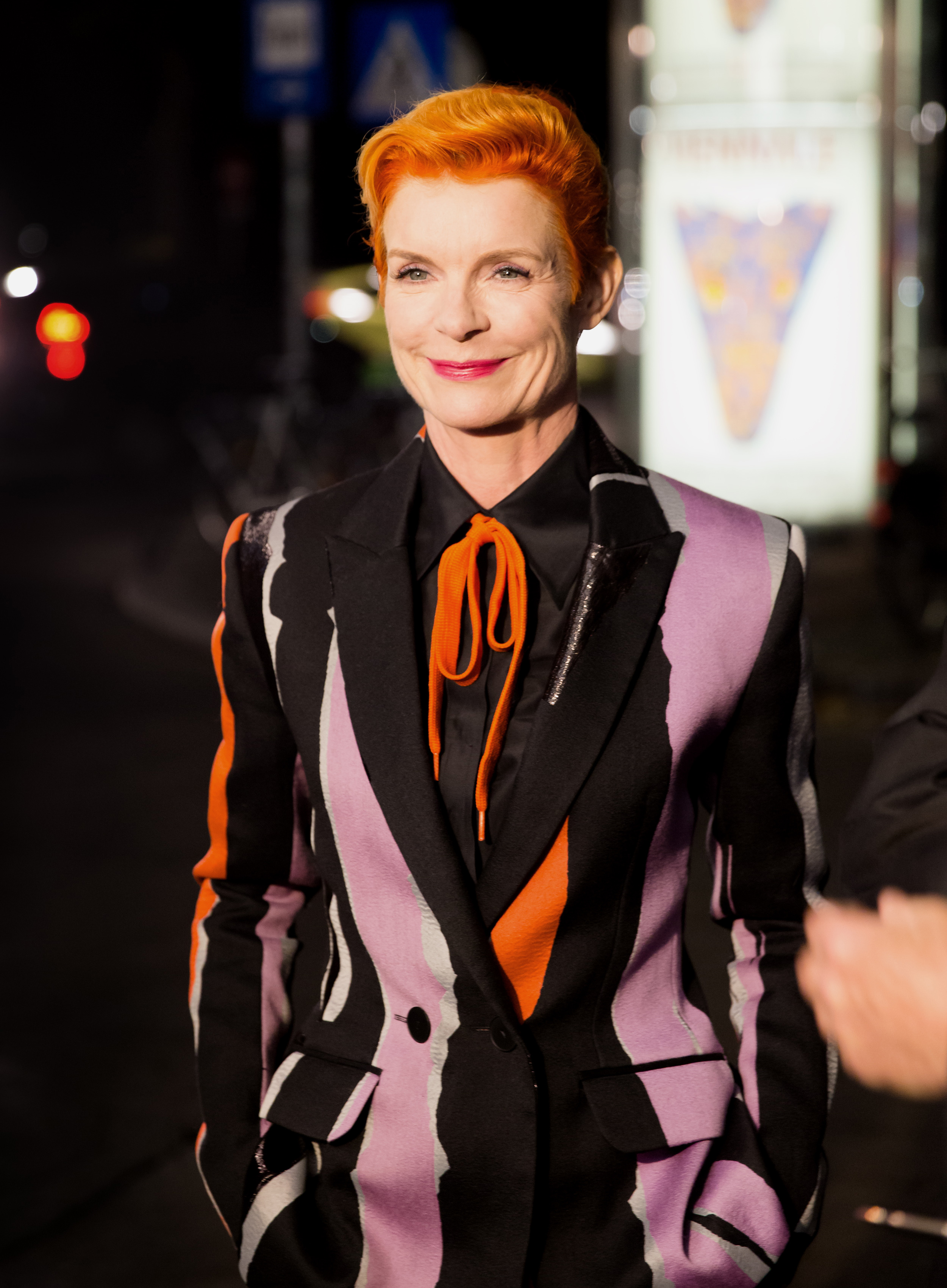
終身成就獎：珊蒂·鮑威爾

共有44部電影獲得提名；在24名表演獎入圍者中，有14名演員是首次獲得提名；6部角逐最佳導演的電影中，有5名導演（4部電影）是首次入圍。終身成就獎得主珊蒂·鮑威爾是首位獲得該獎項的服裝設計師。
| 最佳影片 - 《西線無戰事》－梅爾特·古納特（Malte Grunert） - 《伊尼舍林的女妖》－葛罕·布洛班特、彼特·徹寧、馬丁·麥多納 - 《貓王艾維斯》－蓋兒·伯曼、巴茲·雷曼、凯瑟琳·马丁、派翠克·麥克米克（Patrick McCormick）、施凱勒·懷斯（Schuyler Weiss） - 《媽的多重宇宙》－關家永、丹尼爾·舒奈特、王慶 - 《TÁR塔爾》－陶德·菲爾德、史考特·藍伯特（Scott Lambert）、亞莉珊卓·米爾臣（Alexandra Milchan） | 最佳英國電影 - 《伊尼舍林的女妖》－馬丁·麥多納、葛罕·布洛班特、彼特·徹寧 - 《日麗》－夏洛特·威爾斯 - 《布萊恩與查爾斯》－吉姆·阿徹（Jim Archer）、魯伯特·馬讓帝（Rupert Majendie）、大衛·厄爾、克里斯·海沃德（Chris Hayward） - 《光影帝國》－山姆·曼德斯、琵琶·哈里斯 - 《祝你好运，里奥·格兰德》－蘇菲·海德、黛比·格雷（Debbie Gray）、阿卓利安·波利陶斯基、凱蒂·布蘭德 - 《倫敦生之慾》－奧利佛·艾爾曼紐斯、伊莉莎白·卡爾森、史蒂芬·伍利、石黑一雄 - 《瑪蒂達：音樂劇》－麥修·沃切斯、蒂姆·貝文、艾瑞克·費納、喬·芬恩（Jon Finn）、盧克·凱利（Luke Kelly）、丹尼斯·凱利 - 《看你往哪跑》－湯姆·喬治、吉娜·卡特（Gina Carter）、達米安·瓊斯、馬克·查普爾 - 《泳出新生》－莎拉·埃爾·侯賽尼、傑克·索恩 - 《禁食疑案》－賽巴斯蒂安·雷里奧、艾德·基尼、茱麗葉·豪威爾（Juliette Howell）、安德魯·洛（Andrew Lowe）、泰莎·羅斯、愛麗絲·伯奇、艾瑪·多諾霍 |
| 傑出英國編劇、導演、製作人處女作 - 《日麗》－夏洛特·威爾斯（編劇／導演） - 《藍色的你》－喬治亞·歐克利（Georgia Oakley；編劇／導演）、海倫·西弗烈（Hélène Sifre；製作人） - 《电磁过敏》（Electric Malady）－瑪莉·利登（Marie Lidén；導演） - 《祝你好运，里奥·格兰德》－凱蒂·布蘭德（編劇） - 《反抗灭绝》（Rebellion）－艾琳娜·桑切斯·貝洛特（Elena Sánchez Bellot；導演）、麥雅·肯沃西（Maia Kenworthy；導演） | 最佳非英語電影 - 《西線無戰事》－愛德華·伯格、梅爾特·古納特（Malte Grunert） - 《1985年阿根廷》－桑迪亚哥·米特雷 - 《束不住的茜茜皇后》－瑪利·克洛澤 - 《分手的決心》－朴贊郁、高大錫 - 《夏日悄悄話》－柯姆·巴瑞德（Colm Bairéad）、克麗歐娜·尼·克魯艾勞伊（Cleona Ní Chrualaoí） |
| 最佳紀錄片 - 《納瓦尼事件簿》－丹尼爾·羅赫、黛安·貝克（Diane Becker）、夏恩·鮑里斯（Shane Boris）、梅蘭妮·米勒（Melanie Miller）、歐黛莎·蕾（Odessa Rae） - 《在牠們的凝視之間》－夏納克·森、泰迪·萊費爾、阿曼·曼恩（Aman Mann） - 《美人们与流血事件》－劳拉·柏翠丝、浩爾德·格特勒（Howard Gertler）、南·戈丁、約尼·戈利約夫（Yoni Golijov）、約翰·里昂（John Lyons） - 《火山摯戀》－莎拉·多薩、夏恩·鮑里斯（Shane Boris）、愛娜·菲奇曼（Ina Fichman） - 《月光白日夢》－布萊特·摩根 | 最佳動畫片 - 《吉勒摩·戴托羅之皮諾丘》－吉勒摩·戴托羅、馬克·居斯塔夫森（Mark Gustafson）、蓋瑞·昂格（Gary Ungar）、艾力克斯·鮑克利（Alex Bulkley） - 《迷你網紅實貝秀》－狄恩·弗萊舍·坎普、安德魯·高德曼（Andrew Goldman）、伊莉莎白·霍姆、卡洛琳·卡普蘭、保羅·梅齊 - 《鞋貓劍客2》－喬爾·克勞福德、馬克·斯威夫特（Mark Swift） - 《熊抱青春記》－石之予、琳賽·柯林斯（Lindsey Collins） |
| 最佳導演 - 《西線無戰事》愛德華·伯格 - 《伊尼舍林的女妖》馬丁·麥多納 - 《分手的決心》朴贊郁 - 《媽的多重宇宙》關家永、丹尼爾·舒奈特 - 《TÁR塔爾》陶德·菲爾德 - 《女王》吉娜·普林斯-拜斯伍德 | |
| 最佳原創劇本 - 《伊尼舍林的女妖》馬丁·麥多納 - 《媽的多重宇宙》關家永、丹尼爾·舒奈特 - 《法貝爾曼》東尼·庫許納、斯蒂芬·斯皮尔伯格 - 《TÁR塔爾》陶德·菲爾德 - 《悲情三角》鲁本·奥斯特伦德 | 最佳改編劇本 - 《西線無戰事》愛德華·伯格、萊絲莉·派特森（Lesley Paterson）、伊恩·史托克爾（Ian Stokell） - 《倫敦生之慾》石黑一雄 - 《夏日悄悄話》柯姆·巴瑞德（Colm Bairéad） - 《她有話要說》蕾貝卡·蘭克維茲 - 《我的鯨魚老爸》山謬·D·杭特 |
| 最佳女主角 - 《TÁR塔爾》凯特·布兰切特 - 《女王》维奥拉·戴维斯 - 《提爾：純真之死》丹妮兒·戴德維勒 - 《金髮夢露》安娜·德哈瑪斯 - 《祝你好运，里奥·格兰德》艾瑪·湯普遜 - 《媽的多重宇宙》楊紫瓊 | 最佳男主角 - 《貓王艾維斯》奧斯汀·巴特勒 - 《伊尼舍林的女妖》科林·法雷尔 - 《我的鯨魚老爸》布蘭登·費雪 - 《祝你好运，里奥·格兰德》戴洛·麥柯馬克 - 《日麗》保羅·梅茲卡爾 - 《倫敦生之慾》比·乃爾 |
| 最佳女配角 - 《伊尼舍林的女妖》凯瑞·康顿 - 《黑豹2：瓦干達萬歲》安琪拉·貝瑟 - 《我的鯨魚老爸》周洪 - 《悲情三角》朵莉·狄利昂 - 《媽的多重宇宙》潔美·李·寇蒂斯 - 《她有話要說》嘉莉·慕萊根 | 最佳男配角 - 《伊尼舍林的女妖》貝瑞·柯根 - 《伊尼舍林的女妖》布蘭頓·葛利森 - 《媽的多重宇宙》關繼威 - 《死亡天使》埃迪·雷德梅尼 - 《西線無戰事》阿爾布雷希特·舒赫 - 《光影帝國》麥可·沃德 |
| 最佳原創配樂 - 《西線無戰事》沃克·柏托曼 - 《巴比倫》賈斯汀·赫維茲 - 《伊尼舍林的女妖》卡特·伯韦尔 - 《媽的多重宇宙》Son Lux - 《吉勒摩·戴托羅之皮諾丘》亚历山大·德斯普拉 | 最佳選角 - 《貓王艾維斯》妮姬·貝瑞特（Nikki Barrett）、蒂妮絲·雀米安（Denise Chamian） - 《日麗》露西·帕迪（Lucy Pardee） - 《西線無戰事》席夢·巴爾（Simone Bär）（追授） - 《媽的多重宇宙》莎拉·海莉·芬恩 - 《悲情三角》寶琳·漢森（Pauline Hansson） |
| 最佳攝影 - 《西線無戰事》詹姆斯·弗林德（James Friend） - 《蝙蝠俠》格雷格·弗萊瑟 - 《貓王艾維斯》曼蒂·沃克 - 《光影帝國》羅傑·狄金斯 - 《捍衛戰士：獨行俠》克勞迪奧·米蘭達 | 最佳剪輯 - 《媽的多重宇宙》保羅·羅傑斯（Paul Rogers） - 《西線無戰事》斯凡·巴多曼（Sven Budelmann） - 《伊尼舍林的女妖》米克爾·E·G·尼爾森 - 《貓王艾維斯》喬納森·雷德蒙（Jonathan Redmond）、麥特·維拉 - 《捍衛戰士：獨行俠》艾迪·漢密爾頓 |
| 最佳美術設計 - 《巴比倫》佛蘿倫西亞·馬丁（Florencia Martin）、安東尼·卡利諾（Anthony Carlino） - 《西線無戰事》克里斯欽·M·戈貝克（Christian M. Goldbeck）、厄妮絲汀·西珀（Ernestine Hipper） - 《蝙蝠俠》詹姆斯·欽倫德、李·桑戴爾斯 - 《貓王艾維斯》凯瑟琳·马丁、凱倫·墨菲（Karen Murphy）、貝芙·鄧恩 - 《吉勒摩·戴托羅之皮諾丘》柯特·安德利（Curt Enderle）、蓋伊·戴維斯（Guy Davis） | 最佳服裝設計 - 《貓王艾維斯》凯瑟琳·马丁 - 《西線無戰事》莉西·克里斯托 - 《阿姆斯特丹》J·R·豪貝克（J.R. Hawbaker）、艾柏特·沃斯基 - 《巴比倫》梅莉·佐弗瑞斯 - 《哈里斯夫人去巴黎》珍妮·畢凡 |
| 最佳妝髮 - 《貓王艾維斯》傑森·貝爾德（Jason Baird）、馬克·庫利耶、露易絲·考斯頓（Louise Coulston）、夏恩·托馬斯（Shane Thomas） - 《西線無戰事》海可·默克（Heike Merker） - 《蝙蝠俠》娜歐蜜·當恩、麥克·馬利諾、柔伊·塔希爾（Zoe Tahir） - 《瑪蒂達：音樂劇》娜歐蜜·當恩、貝瑞·高爾（Barrie Gower）、莎朗·馬丁（Sharon Martin） - 《我的鯨魚老爸》安·瑪莉·布萊德利（Anne Marie Bradley）、茱蒂·陳（Judy Chin）、阿卓利安·莫羅特 | 最佳音效 - 《西線無戰事》拉斯·金索（Lars Ginzsel）、法蘭克·克魯斯（Frank Kruse）、維托·普雷索（Viktor Prášil）、馬克斯·史旦姆勒（Markus Stemler） - 《阿凡達：水之道》克里斯托弗·博伊斯、迈克尔·赫奇斯、朱利安·豪沃思（Julian Howarth）、加里·萨默斯、關朵琳·葉茲·惠托 - 《貓王艾維斯》麥可·凱勒（Michael Keller）、大衛·李（David Lee）、安迪·尼尔森、韋恩·派許里（Wayne Pashley） - 《TÁR塔爾》黛博·艾戴爾、史蒂芬·格里夫斯（Stephen Griffiths）、安迪·謝里（Andy Shelley）、史提夫·辛戈（Steve Single）、羅蘭·溫克（Roland Winke） - 《捍衛戰士：獨行俠》克里斯·伯登、詹姆斯·梅瑟、艾爾·尼爾森（Al Nelson）、馬克·泰勒、马克·韦恩加滕 |
| 最佳特殊視覺效果 - 《阿凡達：水之道》李察·貝恩漢、丹尼爾·貝瑞特（Daniel Barrett）、喬·勒特利、艾瑞克·山頓 - 《西線無戰事》馬克斯·法蘭克（Markus Frank）、卡密爾·賈法（Kamil Jafar）、維托·穆勒（Viktor Müller）、法蘭克·佩茲佐（Frank Petzold） - 《蝙蝠俠》羅素·厄爾、丹·萊蒙、安德斯·朗蘭茲、多明尼克·杜希 - 《媽的多重宇宙》班傑明·布魯爾（Benjamin Brewer）、伊森·費爾德鮑（Ethan Feldbau）、喬納森·康布林克（Jonathan Kombrinck）、札克·史托茲（Zak Stoltz） - 《捍衛戰士：獨行俠》賽斯·希爾（Seth Hill）、史考特·R·費雪、布萊恩·利茲森（Bryan Litson）、萊恩·塔霍普（Ryan Tudhope） | 新星獎 - 艾瑪·麥基 - 娜歐蜜·艾基 - 席拉·亞汀 - 戴洛·麥柯馬克 - 艾米·盧·伍德 |
| 最佳動畫短片 - 《男孩、鼴鼠、狐狸與馬》－彼得·班頓（Peter Baynton）、查理·麥克西、卡拉·斯佩勒、漢娜·明格拉（Hannah Minghella） - 《Middle Watch》－約翰·史蒂文森、阿艾莎·潘瓦登（Aiesha Penwarden）、傑爾斯·希利（Giles Healy） - 《Your Mountain is Waiting》－漢娜·雅各斯、柔伊·毛斯林（Zoe Muslim）、哈莉葉·吉連（Harriet Gillian） | 最佳短片 - 《An Irish Goodbye》－湯姆·伯克利（Tom Berkeley）、羅斯·懷特（Ross White） - 《The Ballad of Olive Morris》－亞歷克斯·卡約德-凱（Alex Kayode-Kay） - 《Bazigaga》－喬·印加比兒·莫伊斯（Jo Ingabire Moys）、史黛芬妮·夏梅爾（Stephanie Charmail） - 《Bus Girl》－杰西卡·亨维克、露易絲·龐克維斯·漢森（Louise Palmkvist Hansen） - 《A Drifting Up》－雅各·李（Jacob Lee） |
| 終身成就獎 - 珊蒂·鮑威爾 | |

### 長名單
最佳影片
共有214部電影參與角逐，並由學院裡的所有電影投票成員投票決定長名單（10部）、入圍名單與得獎者。
- 《日麗》
- 《西線無戰事》
- 《伊尼舍林的女妖》
- 《貓王艾維斯》
- 《媽的多重宇宙》
- 《法貝爾曼》
- 《倫敦生之慾》
- 《TÁR塔爾》
- 《捍衛戰士：獨行俠》
- 《悲情三角》

最佳英國電影
共有57部電影參與角逐。全體電影投票成員受邀加入選擇性組別，由該組別投票決定長名單（15部），前5名將獲得提名，剩餘5部入圍名額由評審團投票決定。最終輪再由全體電影投票成員投票決定得獎者。
- 《日麗》
- 《伊尼舍林的女妖》
- 《藍色的你（英语：Blue Jean (film)）》
- 《布萊恩與查爾斯（英语：Brian and Charles）》
- 《艾蜜莉》
- 《光影帝國》
- 《祝你好运，里奥·格兰德（英语：Good Luck to You, Leo Grande）》
- 《查泰萊夫人的情人（英语：Lady Chatterley's Lover (2022 film)）》
- 《倫敦生之慾》
- 《失蹤的國王（英语：The Lost King）》
- 《哈里斯夫人去巴黎（英语：Mrs. Harris Goes to Paris）》
- 《瑪蒂達：音樂劇（英语：Matilda the Musical (film)）》
- 《看你往哪跑》
- 《泳出新生》
- 《禁食疑案（英语：The Wonder (film)）》

傑出英國編劇、導演、製作人處女作
共有41部電影參與角逐，由評審團投票決定長名單（10部）、入圍名單與得獎者。
- 《日麗》
- 《藍色的你（英语：Blue Jean (film)）》
- 《唐娜》（Donna）
- 《电磁过敏》（Electric Malady）
- 《艾蜜莉》
- 《祝你好运，里奥·格兰德（英语：Good Luck to You, Leo Grande）》
- 《无人及你》（Nothing Compares）
- 《反抗灭绝》（Rebellion）
- 《看你往哪跑》
- 《寻路人》（Wayfinder）

最佳非英語電影
共有49部電影參與角逐。全體電影投票成員受邀加入選擇性組別，由該組別投票決定長名單（10部）、入圍名單（5部）與得獎者。
- 《西線無戰事》
- 《1985年阿根廷》
- 《中有，部分真實的偽記事》
- 《親密》
- 《束不住的茜茜皇后（英语：Corsage (film)）》
- 《分手的決心》
- 《如果驢知道》
- 《聖蛛》
- 《夏日悄悄話》
- 《RRR》

最佳紀錄片
共有56部電影參與角逐。全體電影投票成員受邀加入選擇性組別，由該組別投票決定長名單（10部），前2名將獲得提名，剩餘3部入圍名額由評審團投票決定。最終輪再由紀錄片類選擇性組別投票決定得獎者。
- 《在牠們的凝視之間（英语：All That Breathes）》
- 《美人们与流血事件》
- 《影迷帮》（A Bunch of Amateurs）
- 《火山摯戀》
- 《李察·哈里斯之魂》（The Ghost of Richard Harris）
- 《哈利路亞：李歐納·柯恩 一段旅程一首歌（英语：Hallelujah: Leonard Cohen, A Journey, A Song）》
- 《路易斯·阿姆斯壯：黑與藍》（Louis Armstrong's Black & Blues）
- 《馬克安諾》（McEnroe）
- 《月光白日夢（英语：Moonage Daydream (film)）》
- 《納瓦尼事件簿》

最佳動畫片
共有21部電影參與角逐。全體電影投票成員受邀加入選擇性組別，由該組別投票決定長名單（8部）、入圍名單（4部）與得獎者。
- 《神奇的莫里斯（英语：The Amazing Maurice）》
- 《壞蛋聯盟》
- 《吉勒摩·戴托羅之皮諾丘》
- 《巴斯光年》
- 《迷你網紅實貝秀》
- 《小小兵2：格魯的崛起》
- 《鞋貓劍客2》
- 《熊抱青春記》

最佳導演
共有206部電影參與角逐。由導演組成員票投5名男性、5名女性，得出長名單中的10個名額；評審團再票投3名男性、3名女性，填補長名單中剩餘的6個名額，構成共16部電影的長名單（8名男性、8名女性）。導演組成員長名單的前2名獲得提名，評審團再從長名單中選出4名導演，構成共6部入圍電影。最終輪由全體電影投票成員投票決定得獎者。
- 《日麗》夏洛特·威爾斯（英语：Charlotte Wells）
- 《西線無戰事》愛德華·伯格
- 《伊尼舍林的女妖》馬丁·麥多納
- 《束不住的茜茜皇后（英语：Corsage (film)）》瑪利·克洛澤（英语：Marie Kreutzer）
- 《分手的決心》朴贊郁
- 《貓王艾維斯》巴茲·雷曼
- 《媽的多重宇宙》關家永、丹尼爾·舒奈特
- 《火山摯戀》莎拉·多薩（英语：Sara Dosa）
- 《夏日悄悄話》柯姆·巴瑞德（Colm Bairéad）
- 《聖奧梅爾殺嬰案（英语：Saint Omer (film)）》愛麗絲·迪歐普（英语：Alice Diop）
- 《她有話要說（英语：She Said (film)）》玛丽亚·施拉德尔
- 《TÁR塔爾》陶德·菲爾德
- 《提爾：純真之死（英语：Till (film)）》琪諾妮·丘庫（英语：Chinonye Chukwu）
- 《捍衛戰士：獨行俠》約瑟夫·柯金斯基
- 《女王》吉娜·普林斯-拜斯伍德
- 《沒有聲音的女人們》莎拉·波莉

最佳原創劇本
共有82部電影參與角逐。由編劇組成員投票決定長名單（10部）與入圍名單，最終輪由全體電影投票成員投票決定得獎者。
- 《日麗》夏洛特·威爾斯（英语：Charlotte Wells）
- 《伊尼舍林的女妖》馬丁·麥多納
- 《分手的決心》丁瑞慶、朴贊郁
- 《貓王艾維斯》巴茲·雷曼、山姆·布洛梅爾（Sam Bromell）、克雷格·皮尔斯、傑瑞米·多納（英语：Jeremy Doner）
- 《媽的多重宇宙》關家永、丹尼爾·舒奈特
- 《法貝爾曼》東尼·庫許納、斯蒂芬·斯皮尔伯格
- 《祝你好运，里奥·格兰德（英语：Good Luck to You, Leo Grande）》凱蒂·布蘭德（英语：Katy Brand）
- 《五星饗魘》塞斯·瑞斯（Seth Reiss）、威爾·崔西（Will Tracy）
- 《TÁR塔爾》陶德·菲爾德
- 《悲情三角》鲁本·奥斯特伦德

最佳改編劇本
共有69部電影參與角逐。由編劇組成員投票決定長名單（10部）與入圍名單，最終輪由全體電影投票成員投票決定得獎者。
- 《西線無戰事》愛德華·伯格、萊絲莉·派特森（Lesley Paterson）、伊恩·史托克爾（Ian Stokell）
- 《鋒迴路轉：抽絲剝繭》莱恩·约翰逊
- 《吉勒摩·戴托羅之皮諾丘》吉勒摩·戴托羅、派屈克·麥克海爾（英语：Patrick McHale (artist)）
- 《倫敦生之慾》石黑一雄
- 《夏日悄悄話》柯姆·巴瑞德（Colm Bairéad）
- 《她有話要說（英语：She Said (film)）》蕾貝卡·蘭克維茲（英语：Rebecca Lenkiewicz）
- 《捍衛戰士：獨行俠》艾倫·克勞格（英语：Ehren Kruger）、艾瑞克·華倫·辛格（英语：Eric Warren Singer）、克里斯托夫·迈考利
- 《我的鯨魚老爸》山謬·D·杭特（英语：Samuel D. Hunter）
- 《沒有聲音的女人們》莎拉·波莉
- 《禁食疑案（英语：The Wonder (film)）》艾瑪·多諾霍、賽巴斯蒂安·雷里奧、愛麗絲·伯奇（英语：Alice Birch）

最佳女主角
共有101名演員參與角逐。由演員組成員投票決定長名單，再由長名單評審團票投3名演員，構成共10名演員的長名單。演員組成員長名單的前3名獲得提名，入圍評審團再從長名單中選出3名演員，構成共6名入圍者。最終輪由全體電影投票成員投票決定得獎者。
- 《與你共舞》娜歐蜜·艾基
- 《金髮夢露》安娜·德哈瑪斯
- 《TÁR塔爾》凯特·布兰切特
- 《死亡天使（英语：The Good Nurse）》杰西卡·查斯坦
- 《女王》维奥拉·戴维斯
- 《提爾：純真之死（英语：Till (film)）》丹妮兒·戴德維勒
- 《哈里斯夫人去巴黎（英语：Mrs. Harris Goes to Paris）》莱斯莉·曼维尔
- 《祝你好运，里奥·格兰德（英语：Good Luck to You, Leo Grande）》艾瑪·湯普遜
- 《法貝爾曼》蜜雪兒·威廉絲
- 《媽的多重宇宙》楊紫瓊

最佳男主角
共有113名演員參與角逐。由演員組成員投票決定長名單，再由長名單評審團票投3名演員，構成共10名演員的長名單。演員組成員長名單的前3名獲得提名，入圍評審團再從長名單中選出3名演員，構成共6名入圍者。最終輪由全體電影投票成員投票決定得獎者。
- 《貓王艾維斯》奧斯汀·巴特勒
- 《捍衛戰士：獨行俠》湯姆·克魯斯
- 《悲情三角》哈里斯·迪金森
- 《我的鯨魚老爸》布蘭登·費雪
- 《伊尼舍林的女妖》科林·法雷尔
- 《不！》丹尼尔·卡卢亚
- 《西線無戰事》菲利克斯·卡默勒（英语：Felix Kammerer）
- 《祝你好运，里奥·格兰德（英语：Good Luck to You, Leo Grande）》戴洛·麥柯馬克（英语：Daryl McCormack）
- 《日麗》保羅·梅茲卡爾
- 《倫敦生之慾》比·乃爾

最佳女配角
共有260名演員參與角逐。由演員組成員投票決定長名單，再由長名單評審團票投3名演員，構成共10名演員的長名單。演員組成員長名單的前3名獲得提名，入圍評審團再從長名單中選出3名演員，構成共6名入圍者。最終輪由全體電影投票成員投票決定得獎者。
- 《黑豹2：瓦干達萬歲》安琪拉·貝瑟
- 《我的鯨魚老爸》周洪
- 《伊尼舍林的女妖》凯瑞·康顿
- 《媽的多重宇宙》潔美·李·寇蒂斯
- 《悲情三角》朵莉·狄利昂（英语：Dolly de Leon）
- 《女王》拉沙娜·林奇
- 《鋒迴路轉：抽絲剝繭》贾奈尔·梦内
- 《她有話要說（英语：She Said (film)）》嘉莉·慕萊根
- 《瑪蒂達：音樂劇（英语：Matilda the Musical (film)）》艾瑪·湯普遜
- 《倫敦生之慾》艾米·盧·伍德

最佳男配角
共有325名演員參與角逐。由演員組成員投票決定長名單，再由長名單評審團票投3名演員，構成共10名演員的長名單。演員組成員長名單的前3名獲得提名，入圍評審團再從長名單中選出3名演員，構成共6名入圍者。最終輪由全體電影投票成員投票決定得獎者。
- 《伊尼舍林的女妖》布蘭頓·葛利森
- 《貓王艾維斯》湯姆·漢克斯
- 《悲情三角》伍迪·哈里森
- 《伊尼舍林的女妖》貝瑞·柯根
- 《巴比倫》畢·彼特
- 《媽的多重宇宙》關繼威
- 《死亡天使（英语：The Good Nurse）》埃迪·雷德梅尼
- 《西線無戰事》艾伯雷希·舒赫（英语：Albrecht Schuch）
- 《光影帝國》麥可·沃德（英语：Micheal Ward）
- 《沒有聲音的女人們》本·威士肖

最佳選角
共有126部電影參與角逐。由選角組成員投票決定長名單（10部），再由評審團選出5部入圍電影，最終輪由全體電影投票成員投票決定得獎者。
- 《日麗》
- 《西線無戰事》
- 《伊尼舍林的女妖》
- 《貓王艾維斯》
- 《媽的多重宇宙》
- 《法貝爾曼》
- 《倫敦生之慾》
- 《瑪蒂達：音樂劇（英语：Matilda the Musical (film)）》
- 《TÁR塔爾》
- 《悲情三角》

最佳攝影
共有167部電影參與角逐。由攝影組成員投票決定長名單（10部）與入圍名單，最終輪由全體電影投票成員投票決定得獎者。
- 《西線無戰事》詹姆斯·弗林德（James Friend）
- 《阿姆斯特丹》艾曼纽尔·卢贝兹基
- 《雅典娜（英语：Athena (2022 film)）》馬提亞斯·布卡德（Matias Boucard）
- 《巴比倫》萊納斯·桑德格倫
- 《伊尼舍林的女妖》班·戴維斯
- 《蝙蝠俠》格雷格·弗萊瑟
- 《貓王艾維斯》曼蒂·沃克（英语：Mandy Walker）
- 《光影帝國》羅傑·狄金斯
- 《TÁR塔爾》弗洛里安·霍夫邁斯特（英语：Florian Hoffmeister）
- 《捍衛戰士：獨行俠》克勞迪奧·米蘭達

最佳服裝設計
共有119部電影參與角逐。由服裝設計與妝髮組成員投票決定長名單（10部）與入圍名單，最終輪由全體電影投票成員投票決定得獎者。
- 《西線無戰事》
- 《阿姆斯特丹》
- 《巴比倫》
- 《伊尼舍林的女妖》
- 《黑豹2：瓦干達萬歲》
- 《束不住的茜茜皇后（英语：Corsage (film)）》
- 《貓王艾維斯》
- 《鋒迴路轉：抽絲剝繭》
- 《哈里斯夫人去巴黎（英语：Mrs. Harris Goes to Paris）》
- 《瑪蒂達：音樂劇（英语：Matilda the Musical (film)）》

最佳剪輯
共有185部電影參與角逐。由剪輯組成員投票決定長名單（10部）與入圍名單，最終輪由全體電影投票成員投票決定得獎者。
- 《日麗》
- 《西線無戰事》
- 《巴比倫》
- 《伊尼舍林的女妖》
- 《分手的決心》
- 《貓王艾維斯》
- 《媽的多重宇宙》
- 《月光白日夢（英语：Moonage Daydream (film)）》
- 《捍衛戰士：獨行俠》
- 《悲情三角》

最佳妝髮
共有117部電影參與角逐。由服裝設計與妝髮組成員投票決定長名單（10部）與入圍名單，最終輪由全體電影投票成員投票決定得獎者。
- 《西線無戰事》
- 《阿姆斯特丹》
- 《巴比倫》
- 《蝙蝠俠》
- 《黑豹2：瓦干達萬歲》
- 《金髮夢露》
- 《貓王艾維斯》
- 《自由路上》
- 《瑪蒂達：音樂劇（英语：Matilda the Musical (film)）》
- 《我的鯨魚老爸》

最佳原創配樂
共有137部電影參與角逐。由音樂組成員投票決定長名單（11部）與入圍名單，最終輪由全體電影投票成員投票決定得獎者。
- 《西線無戰事》
- 《巴比倫》
- 《伊尼舍林的女妖》
- 《蝙蝠俠》
- 《光影帝國》
- 《媽的多重宇宙》
- 《鋒迴路轉：抽絲剝繭》
- 《吉勒摩·戴托羅之皮諾丘》
- 《TÁR塔爾》
- 《沒有聲音的女人們》
- 《禁食疑案（英语：The Wonder (film)）》

最佳美術設計
共有134部電影參與角逐。由美術設計組成員投票決定長名單（10部）與入圍名單，最終輪由全體電影投票成員投票決定得獎者。
- 《西線無戰事》
- 《阿凡達：水之道》
- 《巴比倫》
- 《伊尼舍林的女妖》
- 《蝙蝠俠》
- 《貓王艾維斯》
- 《光影帝國》
- 《媽的多重宇宙》
- 《法貝爾曼》
- 《吉勒摩·戴托羅之皮諾丘》

最佳特殊視覺效果
共有69部電影參與角逐。由特殊視覺效果組成員投票決定長名單（10部）與入圍名單，最終輪由全體電影投票成員投票決定得獎者。
- 《西線無戰事》
- 《阿凡達：水之道》
- 《蝙蝠俠》
- 《黑豹2：瓦干達萬歲》
- 《奇異博士2：失控多重宇宙》
- 《媽的多重宇宙》
- 《怪獸與鄧不利多的秘密》
- 《吉勒摩·戴托羅之皮諾丘》
- 《侏羅紀世界：統霸天下》
- 《捍衛戰士：獨行俠》

最佳音效
共有170部電影參與角逐。由音效組成員投票決定長名單（10部）與入圍名單，最終輪由全體電影投票成員投票決定得獎者。
- 《西線無戰事》
- 《阿凡達：水之道》
- 《巴比倫》
- 《蝙蝠俠》
- 《貓王艾維斯》
- 《媽的多重宇宙》
- 《吉勒摩·戴托羅之皮諾丘》
- 《TÁR塔爾》
- 《十三條命》
- 《捍衛戰士：獨行俠》

最佳動畫短片
由評審團投票決定長名單（6部）與入圍名單。最終輪，全體電影投票成員受邀加入選擇性組別，由該組別投票決定得獎者。
- 《Beware of Trains》
- 《男孩、鼴鼠、狐狸與馬（英语：The Boy, the Mole, the Fox and the Horse (film)）》
- 《海上的克里斯多福（英语：Christopher at Sea）》
- 《Middle Watch》
- 《救恩無名（英语：Salvation Has No Name）》
- 《Your Mountain is Waiting》

最佳短片
由評審團投票決定長名單（10部）與入圍名單。最終輪，全體電影投票成員受邀加入選擇性組別，由該組別投票決定得獎者。
- 《The Ballad of Olive Morris》
- 《Bazigaga》
- 《Bus Girl》
- 《A Drifting Up》
- 《A Fox in the Night》
- 《An Irish Goodbye》
- 《Little Berlin》
- 《Love Languages》
- 《Too Rough》
- 《WanderLand》

## 統計
| 提名數 | 作品                      |
| ------ | ------------------------- |
| 14     | 《西線無戰事》            |
| 10     | 《伊尼舍林的女妖》        |
| 10     | 《媽的多重宇宙》          |
| 9      | 《貓王艾維斯》            |
| 5      | 《TÁR塔爾》               |
| 4      | 《日麗》                  |
| 4      | 《蝙蝠俠》                |
| 4      | 《祝你好运，里奥·格兰德》 |
| 4      | 《捍衛戰士：獨行俠》      |
| 4      | 《我的鯨魚老爸》          |
| 3      | 《巴比倫》                |
| 3      | 《光影帝國》              |
| 3      | 《吉勒摩·戴托羅之皮諾丘》 |
| 3      | 《倫敦生之慾》            |
| 3      | 《悲情三角》              |
| 2      | 《阿凡達：水之道》        |
| 2      | 《分手的決心》            |
| 2      | 《夏日悄悄話》            |
| 2      | 《瑪蒂達：音樂劇》        |
| 2      | 《她有話要說》            |
| 2      | 《女王》                  |

| 提名數 | 作品               |
| ------ | ------------------ |
| 7      | 《西線無戰事》     |
| 4      | 《伊尼舍林的女妖》 |
| 4      | 《貓王艾維斯》     |

## 外部連結
- 官方网站